# Shapna pluvialis
Genre
Espèce
Shapna pluvialis, unique représentant du genre Shapna, est une espèce d'araignées aranéomorphes de la famille des Lycosidae.

## Distribution
Cette espèce est endémique du Meghalaya en Inde,. Elle se rencontre entre 1 200 et 1 400 m d'altitude dans les Khasi Hills.

## Description
Le mâle holotype mesure 3,2 mm et la femelle paratype 3,6 mm

## Publication originale
- Hippa & Lehtinen, 1983 : The Zantheres group of Zoicinae (Araneae, Lycosidae) and a relimitation of the subfamily. Annales Zoologici Fennici, vol. 20, p. 151-156 (texte intégral).